# 極品絲綢
極品絲綢（Super Satin、2005年9月6日出生）是一匹在紐西蘭出生以及在澳洲及香港受訓的純種競賽馬匹，主要勝出賽事為香港打吡大賽。

## 出賽前
此馬在2007年1月澳洲神奇百萬拍賣會由前香港練馬師愛倫以34萬澳元投得，並交由馬主Ranjan Tikam Mahtani。

## 競賽生涯

### 澳洲
極品絲綢在澳洲出賽三次。2008年1月12日角逐兩歲馬定磅賽跑第二。3月12日角逐獎金較高的定磅賽表現平平，只得第九。7月8日在漆咸馬場勝出一場處女馬賽後被運到香港作賽。

### 香港

#### 2008-09年馬季
來到香港後，最初馬匹交由沈集成訓練。2009年2月15日角逐第三班1200米賽事，採取留前鬥後的戰略，在最後階段收復不少失地，但是無法追趕前列馬匹跑第六。3月7日增程角逐1400米賽事，馬匹在最後階段避開他駒的後蹄而收慢，最後沒有催策，只得第六。3月22日再次增程至1600米，雖然守在內欄好位，但未能望空只得第九。
經過三場失望的表現後，馬主決定將馬匹轉倉至方嘉柏馬房。相隔兩個月後，極品絲綢再次出賽，首次由冠軍騎師韋達策騎，由於在外檔起步，未能貼欄，在未有遮擋下轉彎，直路後上追回第四。6月28日角逐三班1400米賽事，直路加速力一般，最終未能超越海王子跑第四。總結在該季五場賽事未曾在任何賽事上名。

#### 2009-10年馬季
季尾香港賽馬會對各馬匹進行評分調整，極品絲綢被減兩分。季初馬主向方嘉柏說，這匹馬是打吡冠軍，但方嘉柏當時回應馬主是不是喝醉了 。10月26日降班角逐評分40-65分的第四班賽事，為賽事的第三熱門，在賽事後段一度有領先優勢，但是最後階段後大熱門喜勁飛超越屈居亞軍。
11月11日轉戰跑馬地馬場，角逐三班1650米賽事，被捧成大熱門，並選擇留後跑，極品絲綢選擇從內疊後上，成功超越率先突圍的牛精富星，取得在香港的第一場勝利。兩星期後角逐同程，被捧為1.5倍的大熱，最後階段超越精算拍檔取得勝利。
12月9日增程1800米角逐第二班賽事，起步後順即貼著內欄，在直路展開衝刺時順利找到空位，最後200米取得領先優勢，100米帶離其他馬匹取勝。
取得三連勝的極品絲綢後，方嘉柏不讓馬匹角逐任何跑馬地舉行的賽事，改為角逐沙田的比賽，並以打吡大賽為目標。雖然極品絲綢一度在跑馬地百萬挑戰盃積分領先其他馬匹，在2010年2月24日積分其他馬被超越，失去奪得特別獎金的機會。2010年1月16日極品絲綢被安排角逐二班1800米賽事，是賽事的第三熱門，馬匹在直路順利找直位後上，約100米穩佔領先優勢，取得四連勝。由於賽程關係，馬匹並無報名角逐香港經典一哩賽。
2月16日年初三賽馬日角逐香港打吡預賽，繼獲騎師韋達支持，為賽事的熱門之一。轉自直路後，一早超越締造美麗佔先，可惜未段受到至勇威龍的進迫，最後100米被至勇威龍取得優勢，最終以頸位負於至勇威龍。極品絲綢取得香港打吡大賽的優先出賽資格。
在香港打吡大賽前，韋達放棄策騎六連勝的勇敢小子，繼續策騎極品絲綢，賽事當日為熱門之一。今場極品絲綢起步後留守第二馬群的前方，比以往留得稍前，中段見君子一言發力，隨即後上。轉自最後直路隨即望空，最後趕過率先突圍的威利旺旺取勝。為騎師韋達以及練馬師方嘉柏首次勝出香港打吡大賽，馬主成為自1986年以來，首位非華裔馬主贏出香港打吡大賽。
跑完打吡後，目標直接愛彼錶女皇盃，但是勝出打吡的水平不是太高，賽前只是半冷門，韋達中段覺察步速極慢讓馬匹徐徐上前，在直路步速不及爆冷，最後與僅負於壁虎夢一個鼻位跑季軍。極品絲綢原定準備角逐新加坡克蘭芝馬場舉行的新加坡航空國際盃，最終選擇角逐香港冠軍暨遮打盃而放棄。
香港冠軍暨遮打盃遇上大雨，馬匹未能理想發揮，在直路初段發力不遂後，放棄角逐，遙遙落後包尾而回。

#### 2010-11年馬季

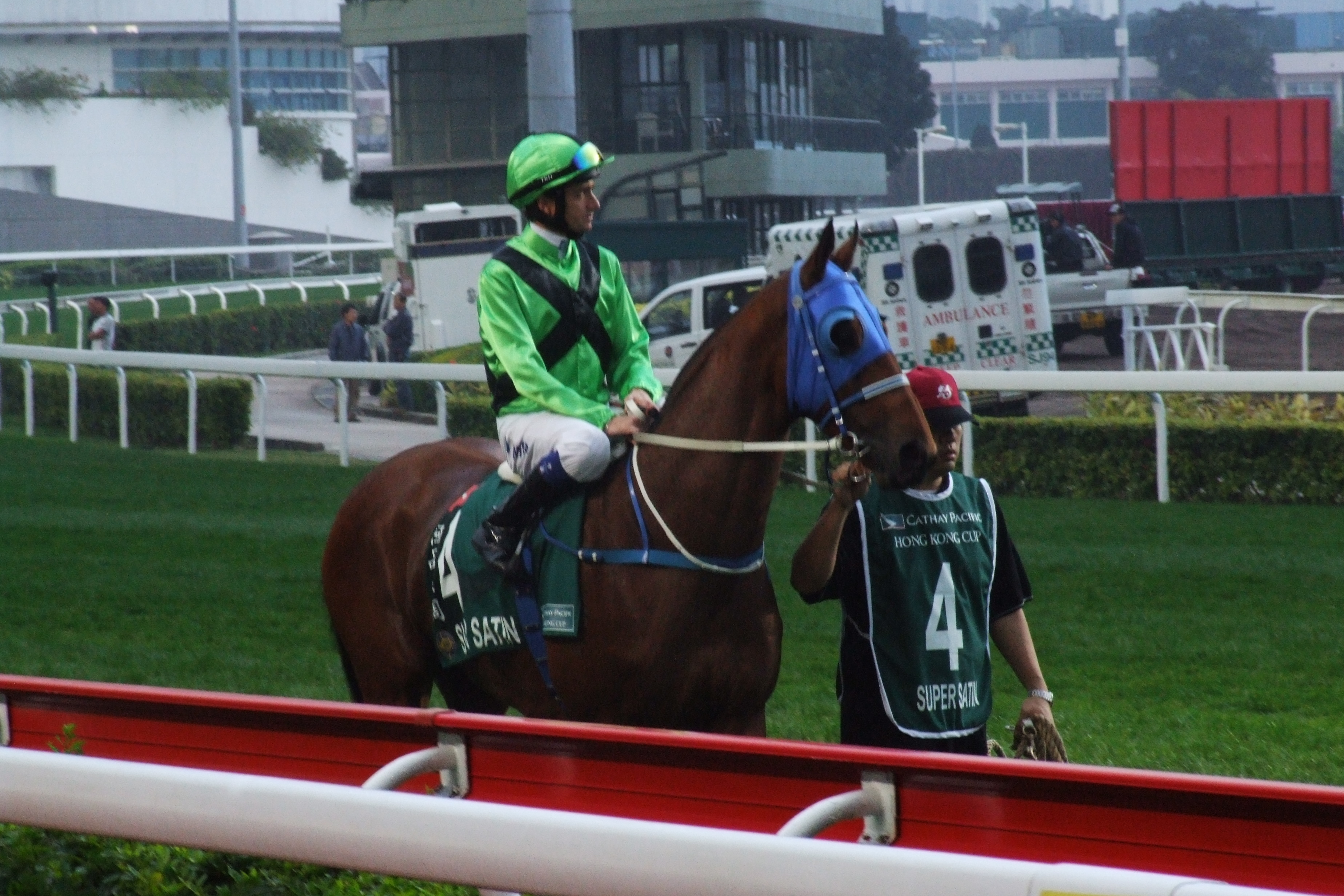
首次角逐香港盃的極品絲綢。

首場賽事是三級賽國慶盃，但整體表現一般，只得第十。在沙田錦標跑第九後，角逐國際二級賽馬會盃，由於韋達正值停賽的關係，由潘頓策騎，在轉直路前嘗試跟上，可惜末段力度平平，只得第四。之後在香港盃跑第六。1月19日重返跑馬地角逐一月盃，結果以第五名完成。
在三級賽百週年紀念銀瓶中後上平平，只能以第九名完成。接著在香港金盃全程無表現下而包尾而回。之後表現一蹶不振，從未在賽事中上名，直至在白德民胯下角逐跑馬地銀瓶，亦只能以第六名過終點。

#### 2011-12年馬季
在評分調整後角逐廣東讓賽盃，但只能在九匹參戰馬中只能以第八名完成。隨後角逐婦女銀袋賽，並首次交由杜利萊策騎，亦只能以第五名過終點，在馬會盃以毫無威脅的第五名完成。然後在香港瓶跑第九而回。返回跑馬地角逐一月盃只能以第十名完成。隨後再度出戰百週年紀念銀瓶，並由郭能策騎，但沿途尾隨馬群，包尾而回。二月二十九日角逐跑馬地一班1650米，只能以第十完成後，於三月二日宣告「退役」，運回澳洲繼續競賽生涯。

## 詳細賽績
| 日期       | 馬場   | 距離   | 級別 | 賽事名稱              | 負重（磅） | 騎師       | 名次/出馬 | 時間    | 與頭馬距離 | 冠軍（亞軍）   |
| ---------- | ------ | ------ | ---- | --------------------- | ---------- | ---------- | --------- | ------- | ---------- | -------------- |
| 12/1/2008  | 萬富園 | 草1050 |      | 兩歲馬定磅賽          | 55.5公斤   | D Tourneur | 2/11      | 1:01.74 | 馬鼻       | 龍騰飛躍       |
| 12/3/2008  | 萬富園 | 草1200 |      | 兩歲馬定磅賽          | 56.5公斤   | 鄧迪       | 8/10      | 1:10.92 | 9.1        | Augusta Proud  |
| 8/7/2008   | 漆咸   | 草1000 |      | 兩歲馬定磅賽          | 56.5公斤   | D Tourneur | 1/12      | 1:00.71 | 1.9        | (Cerberus Gal) |
| 15/2/2009  | 沙田   | 草1200 |      | 第三班讓賽            | 120        | 白德民     | 6/14      | 1:10.74 | 5-1/4      | 陽明好好       |
| 7/3/2009   | 沙田   | 草1400 |      | 第三班讓賽            | 123        | 白德民     | 6/14      | 1:24.28 | 1-1/2      | 真奇寶         |
| 22/3/2009  | 沙田   | 草1600 |      | 第三班讓賽            | 121        | 白德民     | 9/13      | 1:37.24 | 5-1/4      | 至勇威龍       |
| 31/5/2009  | 沙田   | 草1400 |      | 第三班讓賽            | 121        | 韋達       | 4/14      | 1:23.12 | 2-1/4      | 飛快勇         |
| 21/6/2009  | 沙田   | 草1400 |      | 第三班讓賽            | 119        | 普萊西     | 4/14      | 1:22.12 | 4-1/4      | 締造美麗       |
| 25/10/2009 | 沙田   | 草1400 |      | 第四班讓賽            | 132        | 韋達       | 2/14      | 1:23.05 | 1          | 喜勁飛         |
| 11/11/2009 | 跑馬地 | 草1650 |      | 第三班讓賽            | 121        | 韋達       | 1/12      | 1:40.50 | 1-1/4      | （牛精富星）   |
| 25/11/2009 | 跑馬地 | 草1650 |      | 第三班讓賽            | 129        | 韋達       | 1/12      | 1:40.50 | 1/2        | （精算拍檔）   |
| 9/12/2009  | 跑馬地 | 草1800 |      | 第二班讓賽            | 118        | 韋達       | 1/12      | 1:49.24 | 1-3/4      | （國中之星）   |
| 16/1/2010  | 沙田   | 草1800 |      | 半島金禧挑戰盃（1班） | 129        | 韋達       | 1/14      | 1:47.93 | 1-1/4      | （漂亮第一）   |
| 16/2/2010  | 沙田   | 草1800 | HKG2 | 香港打吡預賽          | 126        | 韋達       | 2/13      | 1:48.24 | 頸位       | 至勇威龍       |
| 14/3/2010  | 沙田   | 草2000 | HKG1 | 香港打吡大賽          | 126        | 韋達       | 1/14      | 2:03.59 | 一頭位     | （威利旺旺）   |
| 25/4/2010  | 沙田   | 草2000 | G1   | 愛彼錶女皇盃          | 126        | 韋達       | 3/9       | 2:05.05 | 頸位       | 爆冷           |
| 30/5/2010  | 沙田   | 草2400 | HKG1 | 香港冠軍暨遮打盃      | 126        | 韋達       | 7/7       | 2:43.58 | 31-3/4     | 好先生         |
| 1/10/2010  | 沙田   | 草1400 | HKG3 | 國慶盃                | 123        | 韋達       | 10/14     | 1:21.79 | 8-1/2      | 天久           |
| 24/10/2010 | 沙田   | 草1600 | HKG3 | 沙田錦標              | 123        | 韋達       | 9/14      | 1:34.14 | 3-3/4      | 自由好         |
| 14/11/2010 | 沙田   | 草2000 | G2   | 馬會盃                | 123        | 潘頓       | 4/11      | 2:02.66 | 3-1/2      | 魔法幻影       |
| 12/12/2010 | 沙田   | 草2000 | G1   | 香港盃                | 126        | 韋達       | 6/13      | 2:03.31 | 2-1/4      | 飛雪仙蹤       |
| 19/1/2011  | 跑馬地 | 草1800 |      | 一月盃（1班）         | 129        | 韋達       | 5/10      | 1:49.64 | 2-1/4      | 衝鋒槍         |
| 12/2/2010  | 沙田   | 草1800 | HKG3 | 百週年紀念銀瓶        | 129        | 韋達       | 9/11      | 1:49.01 | 7          | 火龍駒         |
| 27/2/2010  | 沙田   | 草2000 | HKG1 | 香港金盃              | 126        | 柏寶       | 12/12     | 2:03.49 | 11-3/4     | 加州萬里       |
| 8/6/2011   | 跑馬地 | 草1800 |      | 跑馬地銀瓶（1班）     | 129        | 白德民     | 6/10      | 1:50.10 | 2-1/2      | 卡達聖         |
| 18/9/2011  | 沙田   | 草1400 |      | 廣東讓賽盃（1班）     | 129        | 柏寶       | 8/9       | 1:22.88 | 4-3/4      | 富高勝         |
| 15/10/2011 | 沙田   | 草1800 | HKG3 | 婦女銀袋賽            | 133        | 杜利萊     | 5/9       | 1:48.97 | 2          | 曬冷王         |
| 20/11/2011 | 沙田   | 草2000 | G2   | 馬會盃                | 123        | 杜利萊     | 5/12      | 2:02.23 | 4          | 自由好         |
| 11/12/2011 | 沙田   | 草2400 | G1   | 香港瓶                | 126        | 杜利萊     | 9/13      | 2:28.84 | 8-1/2      | 多利得         |
| 11/1/2012  | 跑馬地 | 草1800 | HKG3 | 一月盃                | 125        | 杜利萊     | 10/12     | 1:49.93 | 8-1/4      | 滿綵           |
| 11/2/2011  | 沙田   | 草1800 | HKG3 | 百週年紀念銀瓶        | 126        | 郭能       | 7/7       | 1:50.04 | 5-3/4      | 包裝選擇       |

## 血統背景
父系丹山舞人在英國及愛爾蘭出賽11次取得四捷，當中以兩歲最為馬匹全盛期，勝出兩場一級賽，配種後取得相當大的成功，由短途到長途馬亦有成功的子嗣。母系Mantles Princess，出自Rock City是英國出生及作賽的馬匹，出賽四次，在一場膠沙地處女馬賽跑第三。此外，極品絲綢的外祖母Teslemi曾誕下香港打吡大賽冠軍告魯夫。